# Ulomek
Ulómek je v matematiki zapis oblike {\textstyle {\frac {a}{b}}} (ali tudi a/b) pri čemer sta {\displaystyle a} in {\displaystyle b} celi števili in je {\displaystyle b} različen od 0. Ulomek je urejeni par celih števil, vendar pri ulomkih ni v navadi zapis v obliki {\displaystyle (a,b)}. Število {\displaystyle a} se imenuje števec in {\displaystyle b} imenovalec ulomka. 
Vsak ulomek predstavlja racionalno število. Ulomka {\textstyle {\frac {a}{b}}} in {\textstyle {\frac {c}{d}}} predstavljata isto racionalno število natanko tedaj, ko velja {\displaystyle a\cdot d=b\cdot c}. S tem je na množici ulomkov določena ekvivalenčna relacija, ki določa kvocientno množico racionalnih števil.
Celo število {\displaystyle n} lahko predstavilo z ulomkom oblike {\textstyle {\frac {n}{1}}}. To pomeni, da je vsako celo število tudi racionalno, oziroma, da je množica celih števil podmnožica množice racionalnih števil. 

## Računanje z ulomki

### Razširjanje
Ulomek razširimo tako, da števec in imenovalec pomnožimo z istim (od 0 različnim) številom. Dobljeni ulomek predstavlja isto racionalno število kot prvotni. Zgled:
{\displaystyle {\frac {2}{3}}={\frac {2\cdot 7}{3\cdot 7}}={\frac {14}{21}}}

### Krajšanje
Ulomek krajšamo tako, da števec in imenovalec delimo s poljubnim skupnim deliteljem teh dveh števil. Dobljeni ulomek predstavlja isto racionalno število kot prvotni.
Rečemo, da je ulomek okrajšan, če sta števec in imenovalec tuji števili. Vsak ulomek je ekvivalenten natanko enemu okrajšanemu ulomku s pozitivnim imenovalcem. Da ulomek okrajšamo, moramo preprosto deliti števec in imenovalec z njunim največjim skupnim deliteljem:
{\displaystyle {192 \over 312}={192:24 \over 312:24}={8 \over 13}\;}

### Seštevanje
Če imata ulomka enak imenovalec, seštejemo samo njuna števca, imenovalec pa prepišemo. 
{\displaystyle {\frac {a}{b}}+{\frac {c}{b}}={\frac {a+c}{b}}}
Če imata ulomka različna imenovalca, ju moramo najprej razširiti na skupni imenovalec:
{\displaystyle {\frac {a}{b}}+{\frac {c}{d}}={\frac {ad+bc}{bd}}}

### Odštevanje
Za odštevanje velja podobno kot za seštevanje:
Z istim imenovalcem:
{\displaystyle {\frac {a}{b}}-{\frac {c}{b}}={\frac {a-c}{b}}}
Z različnim imenovalcem:
{\displaystyle {\frac {a}{b}}-{\frac {c}{d}}={\frac {ad-bc}{bd}}}

### Množenje
Ulomka zmnožimo tako, da zmnožimo oba števca med sabo in oba imenovalca med sabo:
{\displaystyle {\frac {a}{b}}\cdot {\frac {c}{d}}={\frac {ac}{bd}}}

### Deljenje
Deljenje pomeni množenje z obratno vrednostjo (drugi ulomek obrnemo):
{\displaystyle {\frac {a}{b}}:{\frac {c}{d}}={\frac {a}{b}}\cdot {\frac {d}{c}}={\frac {ad}{bc}}}
Deljenje lahko zapišemo tudi v obliki dvojnega ulomka:
{\displaystyle {\frac {~{\frac {a}{b}}~}{\frac {c}{d}}}={\frac {a}{b}}:{\frac {c}{d}}={\frac {a}{b}}\cdot {\frac {d}{c}}={\frac {ad}{bc}}}